# کروپایا
کروپایا (به صربی: Krupaja) یک منطقهٔ مسکونی در صربستان است که در ژاگوبیتسا واقع شده‌است. کروپایا ۶۴۹ نفر جمعیت دارد.